# Tourisme en Nouvelle-Zélande
 (novembre 2017).

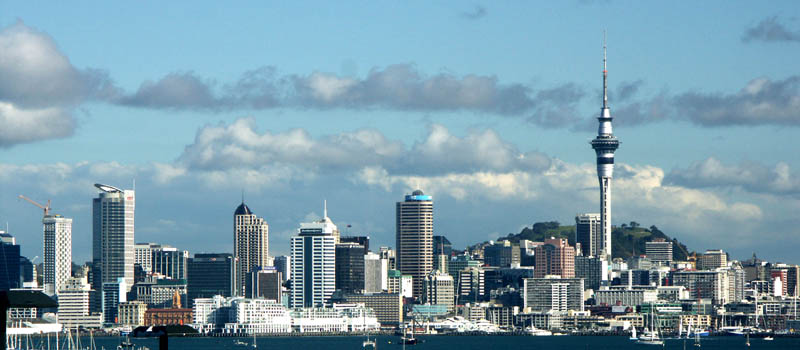
Auckland

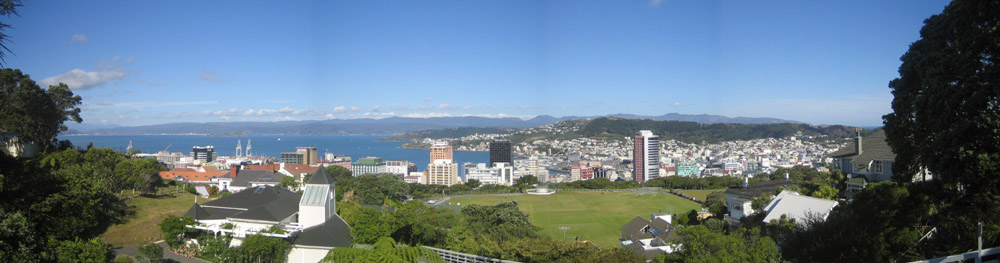
Wellington

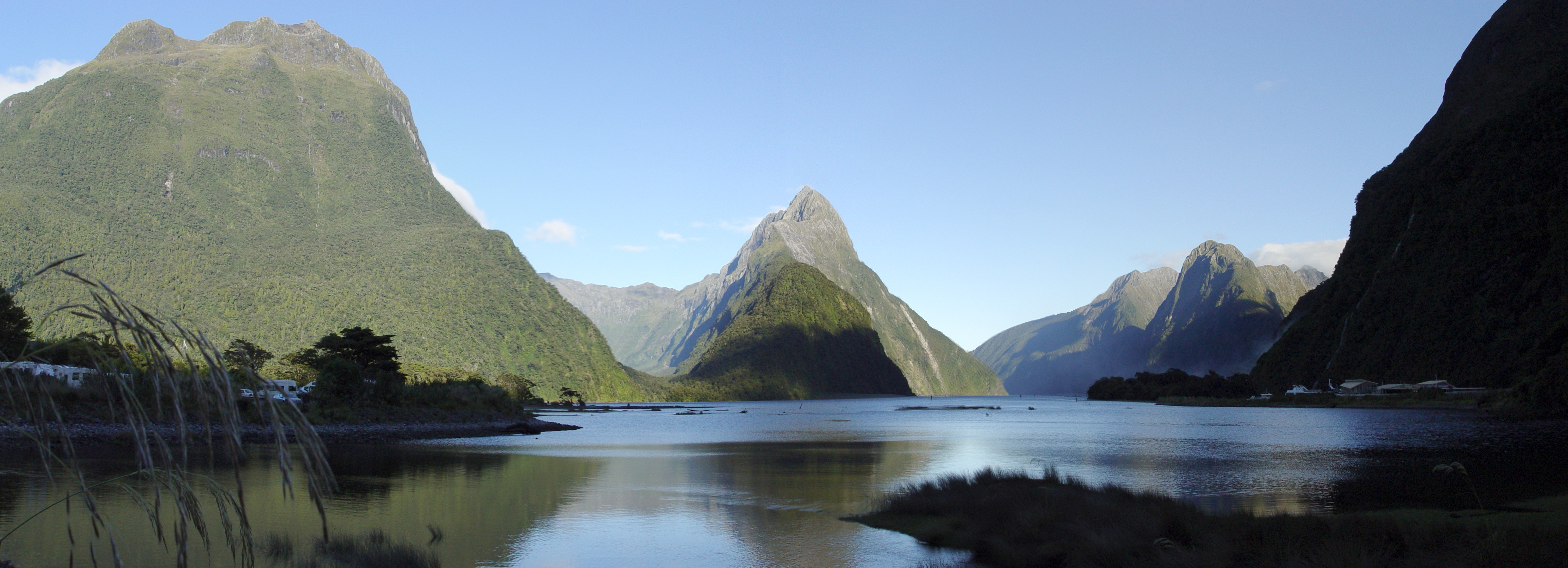
Milford Sound

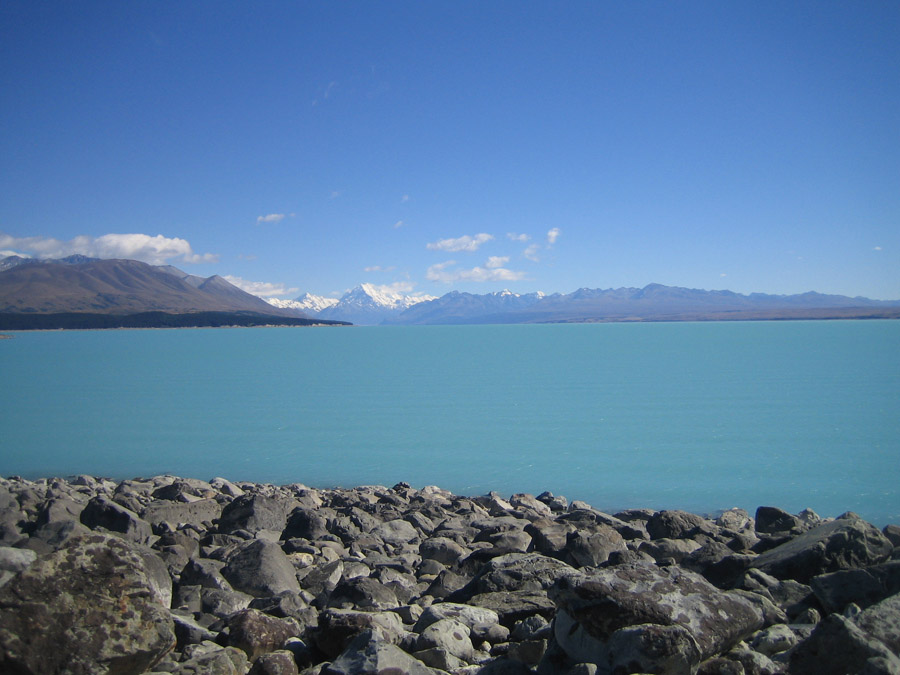
Lac Pukaki

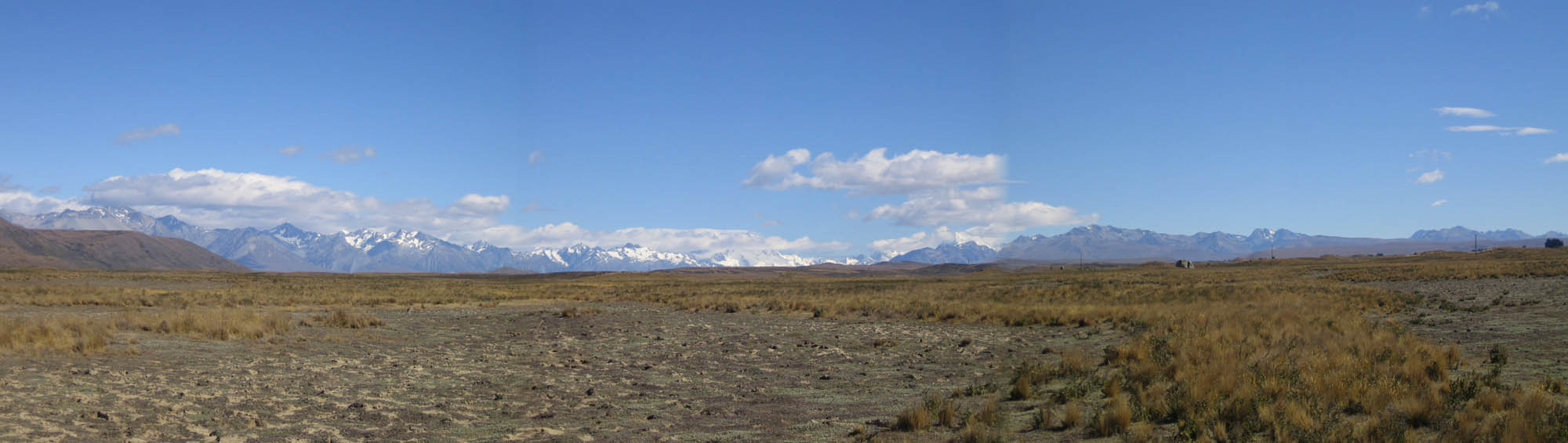
Alpes du Sud

La Nouvelle-Zélande a accueilli deux millions de touristes en 2005.
La Nouvelle-Zélande est commercialisée comme un terrain d'aventure "propre et vert", avec des destinations typiques disposant de zones naturelles telles que Milford Sound et le Croisement Alpin Tongariro, tandis que les activités comme le saut à l'élastique ou l'observation de baleines sont des exemples d'activités touristiques typiques...
La grande majorité des arrivées touristiques en Nouvelle-Zélande passe par l'aéroport international d'Auckland qui s'est occupé en 2004 de plus de 11 millions de passagers. Les destinations populaires incluent Rotorua, les grottes de Waitomo, Milford Sound et Queenstown (Nouvelle-Zélande). Beaucoup de touristes voyagent sur de longues distances à travers le pays durant leur séjour, utilisant habituellement les lignes d'autocar ou la location de voitures.

## Pays d'où proviennent les touristes venant en Nouvelle-Zélande
1. Australie
2. Royaume-Uni
3. États-Unis
4. Japon
5. Corée du Sud
6. Chine
7. Allemagne
8. Canada
9. Taïwan
10. Singapour

## Principaux points d'intérêt
- les principales villes de l'Île du Nord et l'Île du Sud
  - Auckland
  - Wellington
  - Christchurch
  - Napier
  - Dunedin
  - Tauranga
  - Rotorua
  - Invercargill
  - Taupo
  - Queenstown
  - Akaroa

## Sites naturels
- Alpes du Sud
- Cap Foulwind
- Lac Pukaki
- Lac Taupo
- Milford Sound
- Mont Cook
- Péninsule de Banks
- Péninsule de Coromandel
- Queenstown Hill
- Remarkables

### Sources
1. ↑  (en) « http://www.trcnz.govt.nz/ »(Archive.org • Wikiwix • Archive.is • Google • Que faire ?) Tourism Research Council New Zealand